# Control (canción de Metro Station)
«Control» es el segundo sencillo de la banda Metro Station de su álbum debut homónimo, "Metro Station".
El sencillo, al igual que el anterior, no tuvo éxito en los charts, pero las altas ventas del álbum los hizo más populares.